# Миронюк, Савелий Феоктистович
Миронюк, Савелий Феоктистович (укр. Миронюк Савелій Феоктистович; 12 января 1903 года Струмовка, Волынская губерния, Российская империя) — украинский крестьянин спасший в годы Второй мировой войны двух евреев. Праведник мира.

## Биография
Савелий Феоктистович Миронюк родился 12 января 1903 года в селе Струмовка в крестьянской семье. Его родители Феоктист Иванович и Татьяна Романовна были евангельскими христианами. После свадьбы, Савелий Феоктистович переселялся с женой Оксаной в село Подгайцы, где стали членами местной баптистской общины.

## Спасение евреев в годы Холокоста
После уничтожения Луцкого гетто в декабре 1942 года, некоторым евреям удалось спастись. Они рассеялись по всему региону, скрываясь от немцев и украинских коллаборационистов у лояльных к евреям местных жителей. В мае 1943 года к Миронюкам пришёл Давид Принзентал. Принзентал познакомился с Миронюками ещё до войны. В довоенные годы он бывал у них в гостях, когда вместе со своим дедом объезжал городские окрестности по торговым делам. В книге британского историка, исследователя холокоста Мартина Гилберта «Не воспетые герои Холокоста», Давид Принзентал так описывает своё решение отправится к Миронюкам: «Я должен найти людей, которые являются гуманными по своей природе и убеждениям. Но где найти таких людей? Кто они? В долгие зимние ночи я вспоминал, как я ездил с дедушкой и посещал некоторые деревни. Я вспомнил, что посещал крестьянина, которого мой дедушка называл праведным человеком. Он принадлежал к баптистам в Волынской области. Я также помнил молитвы и странные ритуалы в исполнении их членов на берегах реки Стыр. Когда я был ребёнком, мне нравилось наблюдать за ритуалом крещения и слушать их мирные песни. Это были небольшие группы баптистов. Я также вспомнил фигуру горничной в нашем дворе, которая также принадлежала к подобной общине. Я вспомнил её мир и любовь к евреям, и я искренне решили найти этих людей».
Давид остался в их доме, пробыл там пару недель, а затем перешёл к баптистам в другой дом, оттуда в третий, потом снова вернулся к Миронюкам. Члены баптистской общины передавали его друг другу тайком от прочих жителей, которым не доверяли. Осенью 1943 года к Миронюкам пришёл ещё один молодой еврей Игнацы Шац. Игнацы поселился в доме Миронюков и вскоре стал частью евангелитской общины. Он даже сочинил несколько текстов молитв и гимнов, которые выучила вся община и использовала во время богослужения. Однажды, когда Игнацы Шац находился в одной из комнат дома Миронюков, в село пришло несколько немецких солдат в сопровождении украинских полицейских. Немцы искали евреев в деревне. Игнацы хотел уйти, но семья отказалась отпустить ни при каких условиях. Осознав, что у юноши нет времени на то, чтобы спрятаться, Миронюки упали на колени и начали молиться. Намеревавшиеся провести облаву, немцы не обратили внимания на дом Миронюков, и Игнацы был спасен. Миронюки и другие члены общины восприняли это событие как чудо, и ещё много лет спустя члены общины передавали из уст в уста эту историю. Игнацы Шац оставался у Миронюков вплоть до освобождения этих территорий от оккупации, произошедшего 2 февраля 1944 года, после чего он вступил в ряды Красной Армии и пал в бою. Давид Принзенталь (впоследствии сменивший фамилию на Приталь) после войны репатриировался в Израиль. Савелий Феоктистович Миронюк пережил войну и вместе со своей женой Оксаной проживал до самой смерти в Волынской области УССР. Скончался в 1984 году.

## Праведник народов мира
За спасение еврейского населения в годы Второй мировой войны, вместе с женой Оксаной был удостоен звания Праведника народов мира. Награждение состоялось 13 сентября в 1983 года в Москве. Имя Савелия Миронюка было внесено в список на Стене почёта в Саду праведников народа мира мемориального комплекса Яд ва-Шем (Иерусалим, Израиль). В 1992 году он ходатайствовал чтобы семья Миронюков получила финансовую помощь. К этому времени вдова, восьмидесяти пяти лет была слепая.

## Семья
Жена — Миронюк Оксана Семеновна. Дети — Виталий, Савелий, Мария

## Память
История спасения евреев Миронюком была описана в ряде трудов по истории Холокоста:
- Давид Приталь. Юбилейный выпуск к восьмидесятилетию Давида Приталя (Принценталя) // Евреи СССР на перепутье  / Людмила Дымарская-Цигельман. — Иерусалим, 2000. — Вып. 4, № 19. — С. 65. — ISBN 990021755480205171.
- Зек Б.Н. Луцьк в роки нацистської окупації (укр.). — Луцьк: Східноєвропейський національний університет імені Лесі Українки, 2016. — С. 240.
- Феликс Кандель. Праведники народов мир // Истории российских евреев. — Стб. 294.
- М. Гилберт. The Righteous: The Unsung Heroes of the Holocaust (англ.). — 2002. — P. 592. — ISBN 9780805062618.